# Canton de Sainte-Maure-de-Touraine
Le canton de Sainte-Maure-de-Touraine est une circonscription électorale française située dans le département d'Indre-et-Loire et la région Centre-Val de Loire.

## Histoire
À la suite du redécoupage cantonal de 2014, par décret du 18 février 2014, le nombre de cantons du département est divisé par deux, avec mise en application aux élections départementales de mars 2015. Le canton de Sainte-Maure-de-Touraine est conservé et s'agrandit. Il passe de 12 à 43 communes.

## Représentation

### Conseillers d'arrondissement (de 1833 à 1940)
| Période                                  | Période          | Identité                                    | Étiquette   | Qualité |
| ---------------------------------------- | ---------------- | ------------------------------------------- | ----------- | --- |
| 1833                                     | 1836             | M. Janneau                                  |             | Propriétaire, maire de Sainte-Maure                                                                         |
| 1836                                     | 1842             | Louis Marie Martin d'Anzay fils (1785-1853) |             | Avocat, propriétaire à Marcilly-sur-Vienne                                                                  |
| 1842                                     | 1848             | M. Archambault                              |             | Maire de Sainte-Maure                                                                                       |
|                                          |                  |                                             |             | |
| 1880                                     | 1892             | Jean-Baptiste Gasté                         | républicain | Docteur-médecin, propriétaire à Saint-Épain                                                                 |
|                                          |                  |                                             |             | |
|                                          | 1894 (démission) | Charles Maurice                             |             | Président du Tribunal civil de Tours                                                                        |
|                                          |                  |                                             |             | |
| 1919                                     | 1922             | M. Gambier                                  |             | Maire de Maillé                                                                                             |
| 1922                                     | 1925             | Léon Courson                                | Radical     | Propriétaire viticulteur à Noyant                                                                           |
| 1925                                     | 1931             | M. Naulet                                   |             | Maire de Sainte-Maure                                                                                       |
| 1931                                     | 1937             | Henri Bouchet                               |             | Pêcheur, maire de Nouâtre                                                                                   |
| 1937                                     | 1940             | M. Garnier                                  | PAPF        | Propriétaire à Nouâtre                                                                                      |
| 1940                                     |                  |                                             |             | Les conseils d'arrondissement ont été suspendus par la loi du 12 octobre 1940 et n'ont jamais été réactivés |
| Les données manquantes sont à compléter. |                  |                                             |             | |

### Conseillers généraux de 1833 à 2015
| Période | Période      | Identité                      | Étiquette                  | Qualité |
| ------- | ------------ | ----------------------------- | -------------------------- | --- |
| 1833    | 1842         | Antoine Thomas Barié Delahaye |                            | Capitaine en retraite, maire de Sainte-Catherine-de-Fierbois Propriétaire à Tours                                                                                |
| 1842    | 1853 (décès) | Louis Marie Martin d'Anzay    |                            | Avocat, maire de Marcilly-sur-Vienne, conseiller d'arrondissement Propriétaire du château de la Motte                                                            |
| 1852    | 1867         | Mathurin Martin-Tiffeneau     |                            | Propriétaire, notaire, maire de Sainte-Maure (1847-1859) |
| 1867    | 1894 (décès) | Marcelin Patry                | Républicain                | Docteur en médecine Maire de Sainte-Maure-de-Touraine |
| 1894    | 1901         | Charles Maurice (1845-1916)   | Républicain                | Président du Tribunal civil de Tours, conseiller d'arrondissement                                                                                                |
| 1901    | 1913         | Félix Brigault                | Rad.                       | Médecin Conseiller municipal de Sainte-Maure-de-Touraine |
| 1913    | 1925         | Paul Razous                   | RG                         | Ingénieur-professeur à l'Ecole spéciale des Travaux publics Maire de Sainte-Maure-de-Touraine                                                                    |
| 1925    | 1940         | Léon Courson                  | Rad.                       | Viticulteur Maire de Noyant-de-Touraine, conseiller d'arrondissement Député (1932-1942) Sous-secrétaire d'État (1938)                                            |
|         |              |                               |                            | |
| 1945    | 1970         | Marc Desaché                  | Rad.ind. puis UNR puis UDR | Syndic de la Compagnie des agents de change de Paris Maire de Sainte-Maure-de-Touraine (1953-1968) Sénateur (1959-1965) Président du Conseil Général (1958-1970) |
| 1970    | 1985 (décès) | Robert Guignard               | DVD                        | Maire de Sainte-Maure-de-Touraine (1968-1985) |
| 1985    | 1997 (décès) | Jackie Dufour                 | DVD                        | Assureur Maire de Sainte-Maure-de-Touraine (1985-1995) |
| 1997    | 2015         | Jean Savoie (1923-2019)       | RPR puis UMP               | Chef d'entreprise dans le bâtiment Maire de Pouzay (1965-2019)                                                                                                   |

### Représentation à partir de 2015
| Période élective | Période élective | Mandat | Mandat   | Identité            | Nuance | Nuance | Qualité |
| ---------------- | ---------------- | ------ | -------- | ------------------- | ------ | ------ | --- |
| 2015             | 2021             | 2015   | 2021     | Nadège Arnault      |        | DVD    | Retraitée Ancienne conseillère générale du canton de l'Île-Bouchard (2004-2015) Maire de Theneuil (depuis 2005) Première vice-présidente du Conseil départemental, chargée des Affaires sociales     |
| 2015             | 2021             | 2015   | 2021     | Étienne Martegoutte |        | LR     | Directeur de la Chambre de commerce et d'industrie Maire de Richelieu (depuis 2020) |
| 2021             | 2028             | 2021   | en cours | Nadège Arnault      |        | DVD    | Conseillère sortante Première vice-présidente, chargée des affaires sociales, de l'insertion et de la protection de l'enfance et du vieillissement Présidente du Conseil départemental (depuis 2023) |
| 2021             | 2028             | 2021   | en cours | Etienne Martegoutte |        | LR     | Conseiller sortant, 10e vice-président chargé du développement touristique, des musées et monuments départementaux                                                                                   |

### Résultats détaillés

#### Élections de mars 2015
À l'issue du 1er tour des élections départementales de 2015, deux binômes étaient en ballottage : Nadège Arnault et Étienne Martegoutte (Union de la Droite, 45,82 %), Christine Rapicault et Jean-Michel Triadou (FN, 26,17 %). Le taux de participation était de 54,04 % (11 345 votants sur 20 994 inscrits) contre 50,88 % au niveau départemental et 50,17 % au niveau national.

Au 2nd tour, Nadège Arnault et Étienne Martegoutte (Union de la Droite) sont élus avec 68,85 % des suffrages exprimés et un taux de participation de 54,28 % (7 023 voix pour (11 395 votants sur 20 994 inscrits).

#### Élections de juin 2021
Le premier tour des élections départementales de 2021 est marqué par un très faible taux de participation (33,26 % au niveau national). Dans le canton de Sainte-Maure-de-Touraine, ce taux de participation est de 34,78 % (7 238 votants sur 20 811 inscrits) contre 30,88 % au niveau départemental. À l'issue de ce premier tour, deux binômes sont en ballottage : Nadège Arnault et Etienne Martegoutte (LR, 73,52 %) et Sophie Hervé et Stéphane Sourdais (Union à gauche avec des écologistes, 23,84 %).
Le second tour des élections est marqué une nouvelle fois par une abstention massive équivalente au premier tour. Les taux de participation sont de 34,36 % au niveau national, 31,33 % dans le département et 35,23 % dans le canton de Sainte-Maure-de-Touraine. Nadège Arnault et Etienne Martegoutte (LR) sont élus avec 75,5 % des suffrages exprimés (5 212 voix pour 7 332 votants et 20 814 inscrits),,.

## Composition

### Composition avant 2015
Le canton de Sainte-Maure-de-Touraine regroupait 12 communes.
| Nom                                  | Code Insee | Codepostal | Superficie (km2) | Population (dernière pop. légale) | Densité (hab./km2) |
| ------------------------------------ | ---------- | ---------- | ---------------- | --------------------------------- | ------------------ |
| Sainte-Maure-de-Touraine (chef-lieu) | 37226      | 37800      | 40,41            | 4 222 (2012)                      | 104                |
| Antogny-le-Tillac                    | 37005      | 37800      | 17,31            | 515 (2012)                        | 30                 |
| Maillé                               | 37142      | 37800      | 15,67            | 594 (2012)                        | 38                 |
| Marcilly-sur-Vienne                  | 37147      | 37800      | 10,99            | 548 (2012)                        | 50                 |
| Neuil                                | 37165      | 37190      | 18,82            | 441 (2012)                        | 23                 |
| Nouâtre                              | 37174      | 37800      | 9,65             | 869 (2012)                        | 90                 |
| Noyant-de-Touraine                   | 37176      | 37800      | 13,74            | 1 079 (2012)                      | 79                 |
| Ports-sur-Vienne                     | 37187      | 37800      | 11,01            | 358 (2012)                        | 33                 |
| Pouzay                               | 37188      | 37800      | 14,07            | 833 (2012)                        | 59                 |
| Pussigny                             | 37190      | 37800      | 8,48             | 183 (2012)                        | 22                 |
| Saint-Épain                          | 37216      | 37800      | 62,65            | 1 552 (2012)                      | 25                 |
| Sainte-Catherine-de-Fierbois         | 37212      | 37800      | 15,49            | 700 (2012)                        | 45                 |

### Composition depuis 2015
Le canton de Sainte-Maure-de-Touraine est composé de quarante-trois communes entières.
| Nom                                              | Code Insee | Intercommunalité              | Superficie (km2) | Population (dernière pop. légale) | Densité (hab./km2) | Modifier                                    |
| ------------------------------------------------ | ---------- | ----------------------------- | ---------------- | --------------------------------- | ------------------ | ------------------------------------------- |
| Sainte-Maure-de-Touraine (bureau centralisateur) | 37226      | CC Touraine Val de Vienne     | 40,41            | 4 118 (2022)                      | 102                | modifier les données · modifier les données |
| Anché                                            | 37004      | CC Chinon, Vienne et Loire    | 7,99             | 429 (2022)                        | 54                 | modifier les données · modifier les données |
| Antogny-le-Tillac                                | 37005      | CC Touraine Val de Vienne     | 17,31            | 492 (2022)                        | 28                 | modifier les données · modifier les données |
| Assay                                            | 37007      | CC Touraine Val de Vienne     | 14,53            | 173 (2022)                        | 12                 | modifier les données · modifier les données |
| Avon-les-Roches                                  | 37012      | CC Touraine Val de Vienne     | 33,28            | 539 (2022)                        | 16                 | modifier les données · modifier les données |
| Braslou                                          | 37034      | CC Touraine Val de Vienne     | 15,79            | 320 (2022)                        | 20                 | modifier les données · modifier les données |
| Braye-sous-Faye                                  | 37035      | CC Touraine Val de Vienne     | 15,67            | 281 (2022)                        | 18                 | modifier les données · modifier les données |
| Brizay                                           | 37040      | CC Touraine Val de Vienne     | 14,27            | 253 (2022)                        | 18                 | modifier les données · modifier les données |
| Champigny-sur-Veude                              | 37051      | CC Touraine Val de Vienne     | 16,18            | 813 (2022)                        | 50                 | modifier les données · modifier les données |
| Chaveignes                                       | 37065      | CC Touraine Val de Vienne     | 21,34            | 562 (2022)                        | 26                 | modifier les données · modifier les données |
| Chezelles                                        | 37071      | CC Touraine Val de Vienne     | 15,17            | 130 (2022)                        | 8,6                | modifier les données · modifier les données |
| Courcoué                                         | 37087      | CC Touraine Val de Vienne     | 15,66            | 237 (2022)                        | 15                 | modifier les données · modifier les données |
| Cravant-les-Côteaux                              | 37089      | CC Chinon, Vienne et Loire    | 38,21            | 680 (2022)                        | 18                 | modifier les données · modifier les données |
| Crissay-sur-Manse                                | 37090      | CC Touraine Val de Vienne     | 7,50             | 113 (2022)                        | 15                 | modifier les données · modifier les données |
| Crouzilles                                       | 37093      | CC Touraine Val de Vienne     | 14,54            | 530 (2022)                        | 36                 | modifier les données · modifier les données |
| Faye-la-Vineuse                                  | 37105      | CC Touraine Val de Vienne     | 17,55            | 272 (2022)                        | 15                 | modifier les données · modifier les données |
| L'Île-Bouchard                                   | 37119      | CC Touraine Val de Vienne     | 3,48             | 1 590 (2022)                      | 457                | modifier les données · modifier les données |
| Jaulnay                                          | 37121      | CC Touraine Val de Vienne     | 14,76            | 244 (2022)                        | 17                 | modifier les données · modifier les données |
| Lémeré                                           | 37125      | CC Touraine Val de Vienne     | 19,83            | 414 (2022)                        | 21                 | modifier les données · modifier les données |
| Ligré                                            | 37129      | CC Touraine Val de Vienne     | 27,70            | 1 070 (2022)                      | 39                 | modifier les données · modifier les données |
| Luzé                                             | 37140      | CC Touraine Val de Vienne     | 20,30            | 274 (2022)                        | 13                 | modifier les données · modifier les données |
| Maillé                                           | 37142      | CC Touraine Val de Vienne     | 15,67            | 559 (2022)                        | 36                 | modifier les données · modifier les données |
| Marcilly-sur-Vienne                              | 37147      | CC Touraine Val de Vienne     | 10,99            | 556 (2022)                        | 51                 | modifier les données · modifier les données |
| Marigny-Marmande                                 | 37148      | CC Touraine Val de Vienne     | 30,83            | 605 (2022)                        | 20                 | modifier les données · modifier les données |
| Neuil                                            | 37165      | CC Touraine Val de Vienne     | 18,82            | 424 (2022)                        | 23                 | modifier les données · modifier les données |
| Nouâtre                                          | 37174      | CC Touraine Val de Vienne     | 9,65             | 798 (2022)                        | 83                 | modifier les données · modifier les données |
| Noyant-de-Touraine                               | 37176      | CC Touraine Val de Vienne     | 13,74            | 1 170 (2022)                      | 85                 | modifier les données · modifier les données |
| Panzoult                                         | 37178      | CC Touraine Val de Vienne     | 34,61            | 599 (2022)                        | 17                 | modifier les données · modifier les données |
| Parçay-sur-Vienne                                | 37180      | CC Touraine Val de Vienne     | 18,74            | 621 (2022)                        | 33                 | modifier les données · modifier les données |
| Ports-sur-Vienne                                 | 37187      | CC Touraine Val de Vienne     | 11,01            | 353 (2022)                        | 32                 | modifier les données · modifier les données |
| Pouzay                                           | 37188      | CC Touraine Val de Vienne     | 14,07            | 881 (2022)                        | 63                 | modifier les données · modifier les données |
| Pussigny                                         | 37190      | CC Touraine Val de Vienne     | 8,48             | 160 (2022)                        | 19                 | modifier les données · modifier les données |
| Razines                                          | 37191      | CC Touraine Val de Vienne     | 14,73            | 221 (2022)                        | 15                 | modifier les données · modifier les données |
| Richelieu                                        | 37196      | CC Touraine Val de Vienne     | 5,09             | 1 620 (2022)                      | 318                | modifier les données · modifier les données |
| Rilly-sur-Vienne                                 | 37199      | CC Touraine Val de Vienne     | 13,10            | 462 (2022)                        | 35                 | modifier les données · modifier les données |
| Saint-Épain                                      | 37216      | CC Touraine Val de Vienne     | 62,65            | 1 486 (2022)                      | 24                 | modifier les données · modifier les données |
| Sainte-Catherine-de-Fierbois                     | 37212      | CC Touraine Vallée de l'Indre | 15,49            | 760 (2022)                        | 49                 | modifier les données · modifier les données |
| Sazilly                                          | 37244      | CC Touraine Val de Vienne     | 10,57            | 269 (2022)                        | 25                 | modifier les données · modifier les données |
| Tavant                                           | 37255      | CC Touraine Val de Vienne     | 5,22             | 267 (2022)                        | 51                 | modifier les données · modifier les données |
| Theneuil                                         | 37256      | CC Touraine Val de Vienne     | 9,80             | 289 (2022)                        | 29                 | modifier les données · modifier les données |
| La Tour-Saint-Gelin                              | 37260      | CC Touraine Val de Vienne     | 13,45            | 502 (2022)                        | 37                 | modifier les données · modifier les données |
| Trogues                                          | 37262      | CC Touraine Val de Vienne     | 9,38             | 289 (2022)                        | 31                 | modifier les données · modifier les données |
| Verneuil-le-Château                              | 37268      | CC Touraine Val de Vienne     | 8,44             | 125 (2022)                        | 15                 | modifier les données · modifier les données |
| Canton de Sainte-Maure-de-Touraine               | 3713       |                               | 746,00           | 26 550 (2022)                     | 36                 | modifier les données                        |

## Démographie

### Démographie avant 2015
| 1962   | 1968   | 1975   | 1982   | 1990   | 1999   | 2006   | 2011   | 2012   |
| ------ | ------ | ------ | ------ | ------ | ------ | ------ | ------ | ------ |
| 10 171 | 10 577 | 10 354 | 10 611 | 10 477 | 10 637 | 11 182 | 11 787 | 11 894 |

### Démographie depuis 2015
En 2022, le canton comptait 26 550 habitants, en évolution de −2,7 % par rapport à 2016 (Indre-et-Loire : +1,67 %, France hors Mayotte : +2,11 %).
| 2013   | 2018   | 2022   |
| ------ | ------ | ------ |
| 27 432 | 26 949 | 26 550 |